# Self-scanning

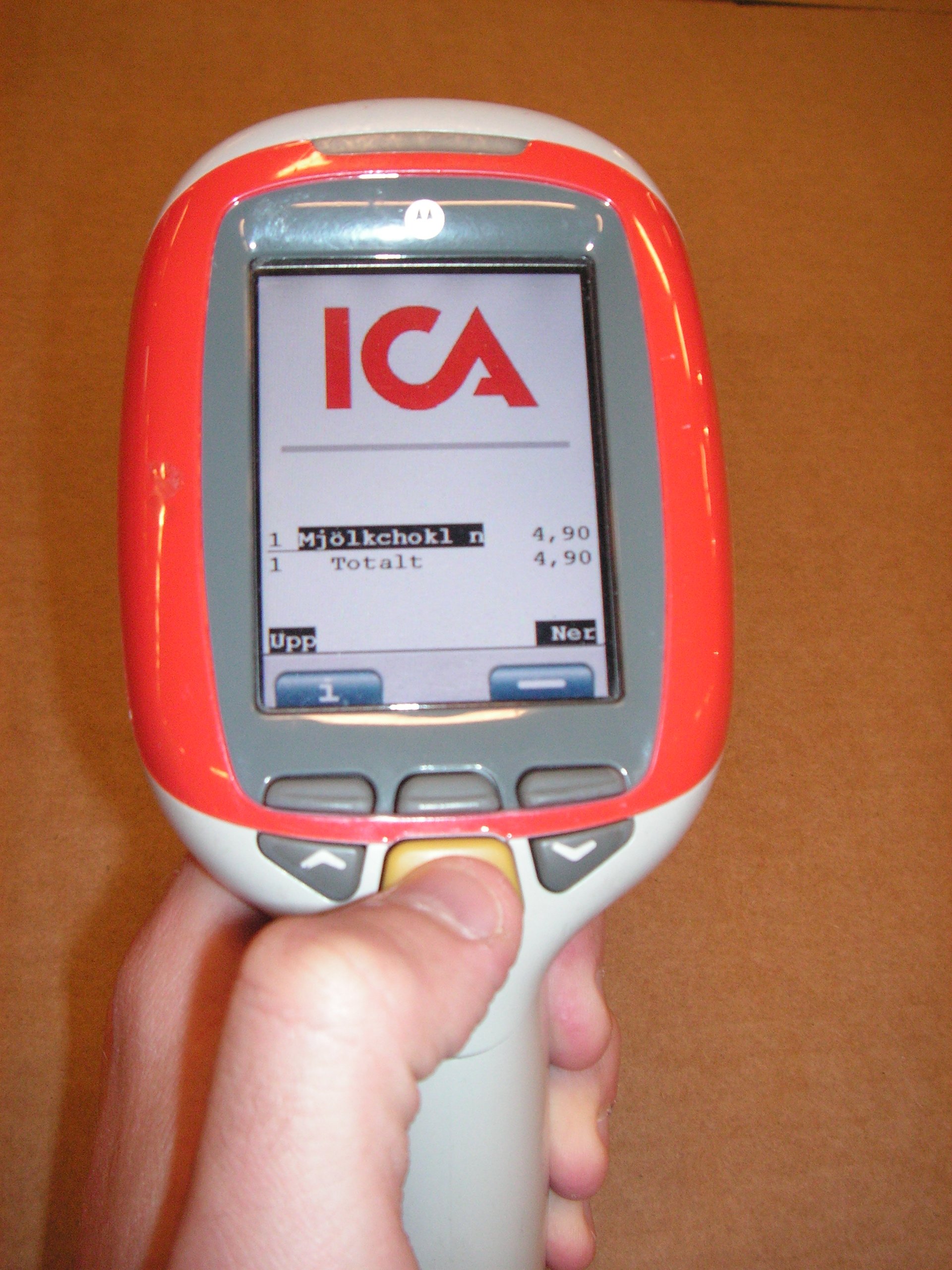

Il self-scanning, indica un sistema di acquisto – adottato prevalentemente da supermercati e ipermercati – che si avvale dell'uso di lettori portatili di codici a barre e pod per self-scanning utilizzati dagli stessi acquirenti al momento della spesa per velocizzarne la fase di pagamento in cassa.

## Storia
Il self-scanning compare nel 1993 nei Paesi Bassi, dove viene adottato per la prima volta dalla catena Royal Ahold presso i numerosi punti vendita presenti nel paese. Questo tipo di soluzione per gli acquisti registra dalla metà degli anni '90 in poi una costante diffusione ed un ampio successo dovuto alla riduzione dei tempi di pagamento alla cassa.
In Italia è stato introdotto per la prima volta nel 1998 in Coop Estense e Unicoop Firenze con il nome commerciale di Salvatempo.

## Funzionamento
Dal distributore posizionato all'ingresso del punto vendita, il cliente preleva il lettore portatile utilizzando la propria carta fedeltà. I prodotti, i cui codici a barre vengono letti dal pod, possono essere riposti direttamente nelle buste all'interno del carrello. Durante il percorso di spesa il cliente può ricevere informazioni relative ai prodotti acquistati (calorie, ricette, promozioni etc..). Una volta giunti alla cassa è possibile consegnare il lettore, che ha già registrato l'ammontare dei prodotti acquistati, e pagare quindi senza la necessità di svuotare il carrello e far scorrere la merce sul nastro.
Al fine di tutelare le catene di distribuzione e i consumatori da eventuali errori e dai furti, vengono svolti periodicamente dei controlli casuali, chiamati in gergo riletture.
I benefici per il cliente sono numerosi, i più importanti sicuramente:
- il risparmio di tempo in cassa dovuto al fatto che non è necessario riporre la merce sul nastro, se non in caso di rilettura;
- la possibilità di posizionare gli articoli con calma durante la spesa;
- la possibilità di conoscere l'ammontare della spesa in ogni momento ed il costo di ogni singolo articolo;
- una o più casse (tradizionali o automatiche) dedicate al servizio